# Petra Guttenberger

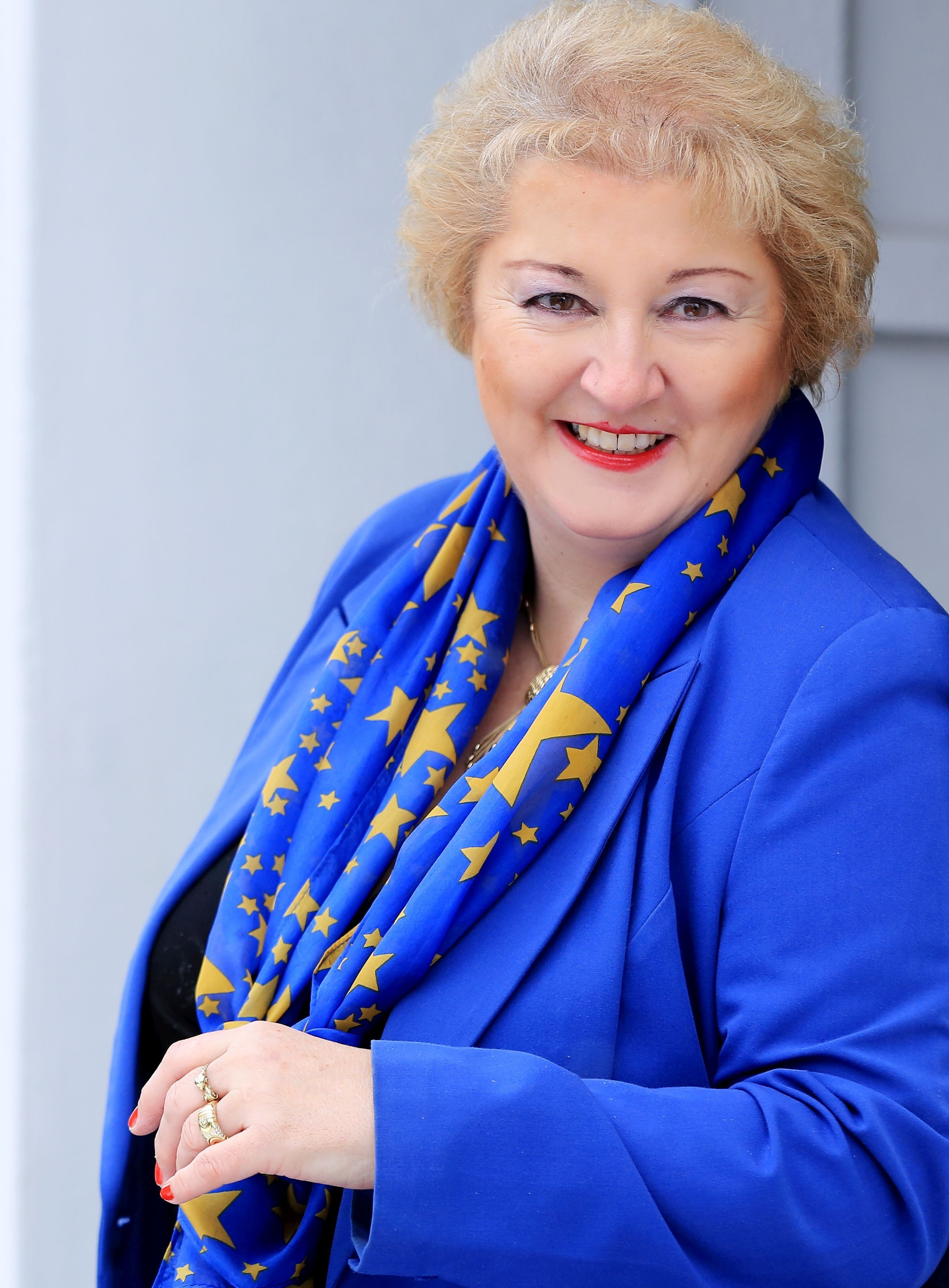
Petra Guttenberger

Petra Lucia Guttenberger (* 28. März 1962 in Nürnberg) ist eine deutsche Politikerin der CSU und Juristin. Sie ist seit 1998 Mitglied des Bayerischen Landtags.

## Leben
Nach dem Abitur 1981 am Helene-Lange-Gymnasium in Fürth und zwei juristischen Staatsprüfungen 1987 und 1990 arbeitete sie als Oberregierungsrätin beim Freistaat Bayern. Seit September 2016 ist sie Trägerin der Medaille für kommunale Verdienste in Bronze, seit Dezember 2015 Trägerin der Bayerischen Verfassungsmedaille in Silber und im Juni 2018 erhielt sie den Bayerischen Verdienstorden.
Auch im Karneval hat sie sich verdient gemacht und ist in mehreren Gesellschaften Mitglied.
2001 Ehrenhexe und Senatorin der Großen Carnevalsgesellschaft „Fürther Kleeblatt“ 1912 e. V., 2016 Ehrensenatorin der Nürnberger Trichter Karnevalsgesellschaft.
Guttenberger ist evangelisch und wohnt in Fürth.

## Politische Laufbahn
Guttenberger war von 1980 bis 1997 Mitglied der Jungen Union und trat 1982 in die CSU und die Frauen-Union ein. 1994 wurde sie stellvertretende Landesvorsitzende der Frauen-Union, von 1995 bis 2014 war sie Stadträtin in Fürth und ist seit 1998 Abgeordnete des Bayerischen Landtags. Dort gehörte sie bis 2003 als Mitglied dem Ausschuss für Bildung, Jugend und Sport und dem Ausschuss für Eingaben und Beschwerden an. Seit 2003 ist Guttenberger Mitglied des Ausschusses für Verfassung, Recht und Parlamentsfragen des Bayerischen Landtags, dem sie von 2008 bis 2018 als stellvertretende Ausschussvorsitzende angehörte und dessen Vorsitzende sie – nunmehr erweitert um das Thema Integration – seit Dezember 2018 ist. Von 2003 bis 2008 war sie Mitglied im Ausschuss für Fragen des öffentlichen Dienstes und von 1998 bis 2008 der Datenschutzkommission. Sie vertritt den Stimmkreis Fürth (Mittelfranken), der die Städte Fürth und seit 2008 auch die Städte Oberasbach, Stein und Zirndorf umfasst, im Landtag. Aktuell ist Guttenberger Mitglied des Ältestenrates, Vorsitzende des Ausschusses für Verfassung, Recht, Parlamentsfragen und Integration und Mitglied der Richterinnen- und Richter-Wahl-Kommission im Bayerischen Landtag.

## Ehrenamtliches Engagement
Guttenberger ist seit 1990 nebenamtliche Dozentin an der staatlichen Fachschule für Agrarwirtschaft. Früher auch an der Bayerischen Finanzhochschule.
Sie ist stellvertretende Kreisvorsitzende beim Bayerischen Roten Kreuz, Kreisverband Fürth und stellvertretende Bezirksvorsitzende des Bayerischen Roten Kreuzes, Bezirksverband Ober- und Mittelfranken, sowie Mitglied des Landesvorstands, Kreisvorsitzende des VdK Kreisverband Fürth (seit 2005), stellvertretende Kreisvorsitzende der Europa-Union Kreisverband Fürth, Mitglied der Bayerischen Finanzgewerkschaft, der Bürgerbewegung für Menschenwürde in Mittelfranken, der DLRG, des Vereins der Freunde und Förderer der Onkologie und Palliativmedizin am Klinikum Fürth, der Arbeitsgemeinschaft Notfallmedizin, des Fördervereins Rundfunkmuseum, des Frauenhauses e. V. Fürth, der Fürther Tafel e. V., und viele mehr. Sie ist Mitglied in den Stiftungsräten der Evangelischen Schulstiftung Fürth und der Bürgerstiftung Fürth sowie der Stiftung Opferhilfe Bayern.